# أندريا بوتيز
أندريا بوتيز (من مواليد 6 أبريل 2002) هي لاعبة شطرنج كندية أمريكية وناشطة في تويتش وتدفق مباشر عبر الأنترنت ويوتيوبرمن فانكوفر، كولومبيا البريطانية، كندا.

## خلفية
على قناة بوتيز تويتش مباشر، روى والد بوتيز، أندريا بوتيز، المعروف باسم "بابا بوتيز" من قبل المجتمع، قصة الانتقال إلى كندا. انتقل هو وزوجته من جمهورية رومانيا الاشتراكية إلى كندا، قبل أن تولد ألكسندرا، أخت أندريا الكبرى، في دالاس. انتقلت عائلة بوتيز إلى تكساس، حيث أكملت الشقيقتان تعليمهما. قدم والدهم الكسندرا وأندريا للشطرنج في سن السادسة وبدأ تدريبهم. في بداية تدريبها على الشطرنج، انضمت أندريا إلى والدها وشقيقتها، اللتين كانتا تتنافسان بالفعل في البطولات الكبرى مثل بطولة العالم للشباب في الشطرنج، مما حفز أندريا على البدء في التعامل مع لعبة الشطرنج على محمل الجد.

## حياة مهنية

### شطرنج
بدأت بوتيز بلعب الشطرنج في السادسة من عمرها، متبعةً خلفية أختها. بدأت اللعب في بطولات الشطرنج الأمريكي في سن السابعة. في عام 2010، فازت ببطولة بطولة الشطرنج الكندية للشباب تحت 8 سنوات في عام 2015، في سن الثالثة عشرة، أصبحت بطلة شطرنج كولومبيا البريطانية للسيدات. في نفس العام، فازت بوتيز أيضًا ببطولة سوزان بولجار الوطنية المفتوحة.
في عام 2016، في البطولة الوطنية المفتوحة لمؤسسة سوزان بولغار 2016: فتيات تحت 14 سنة، احتلت بوتيز المركز الرابع في البطولة، والمرتبة 13 في 2016 مؤسسة سوزان بولغار للفتيات.
حصلت بوتيز على أعلى تصنيف كلاسيكي لها في الاتحاد الدولي للشطرنج بلغ 1773 في عام 2018 وأعلى تصنيف لها في اتحاد الشطرنج الأمريكي لعام 1933 في عام 2019. اعتبارًا من ديسمبر 2022، كان ترتيبها بين اللاعبين النشطين في العالم هو 67،989 بناءً على تصنيفها.
في ديسمبر 2022، تنافس بوتيز ضد سيدة كبرى دينا بيلينكايا في بطولة ملاكمة الشطرنج؛ استضافته لودفيج أهغرين. تألفت المعركة من 7 جولات بالتناوب بين الشطرنج والملاكمة، حتى حصل اللاعب على الضربة القاضية الفنية أو تم كش مات. نظرًا لأن بيلينكايا يمكن أن يكون كش ملك في خطوة واحدة، فقد نجح بوتيز في المماطلة للتخلص من الوقت لجولة نهائية من الملاكمة للحصول على الضربة القاضية الفنية. خلال الجولة الأخيرة من الملاكمة، بدا أن بيلينكايا هرب من الضربة القاضية الفنية وعاد إلى الشطرنج. مع بقاء 6 ثوانٍ فقط، استقال بوتيز بدلاً من السماح لكش مات وأعلن فوز بيلنكايا. أصبح الفوز مثيرًا للجدل، حيث لاحظ المشاهدون أن بوتيز قد تلقى بالفعل الضربة القاضية الفنية لم يلاحظه المسؤولون، وتم انتقاد حكم المباراة بسبب الطريقة التي تم بها إدارة الضربة القاضية الفنية. أعلن حساب المنظم على تويتر "تحركات قطب" عن نتيجة محدثة بعد مراجعة المعركة ". كان من المفترض أن يتم منح بوتيز الضربة القاضية الفنية بعد أن بدأ الحكم الفرز الدائم الرابع للقتال ". أدى التحديث إلى فوز كل من بيلينكايا و بوتيز. وانتقدت أخت بوتيز الحكم فور انتهاء المباراة،  بينما انتقدت بوتيز الحكم على قناة تويتش الخاصة بها وتذكر أن الحكم اعتذر لها عن خطأ الضربة القاضية الفنية. وضعت بوتيز نفسها لاحقًا في الاعتبار لحدث صراع المبدعين التالي، وهو حدث ملاكمة خيري استضافته ايدبز،  بينما اقترح بيلينكايا إعادة مباراة.

### انشاء محتوى
إلى جانب أختها، تدير بوتيز قناة تويتش بوتيز مباشر، والتي تضم، اعتبارًا من مايو 2022، 1.1 مليون متابع مع أكثر من 18.3 مليون مشاهدة. بدأت في مساعدة أختها في عام 2020  من خلال لعب الشطرنج وفي قنوات متنوعة أخرى وقناة يوتيوب بوتيز مباشر التي تضم، اعتبارًا من مايو 2022، أكثر من 800 ألف مشترك و 140 مليون مشاهدة.
نظرًا لشعبيتها على منصات المحتوى المختلفة، أصبحت أخوات بوتيز من أشهر الشخصيات على منصة Chess.com، جنبًا إلى جنب مع GM هيكارو ناكامورا وتشيو تشو.
في 21 ديسمبر 2020، وقع أندريا وألكسندرا عقدًا مع ألعاب الحسد كمنشئي محتوى عند إطلاق شبكة منشئي المنظمة وبرنامج السفراء. انتقلوا لاحقًا إلى لوس أنجلوس، كاليفورنيا، حيث سينضمون إلى منشئي محتوى آخرين مثل جوستامينكس و كودميكو في محتوى الحسد.
على حسابها الشخصي على تيك توك حيث تنشر أبرز الأحداث من تدفقات تويتش واتجاهات تيك توك ومقاطع فيديو قصيرة من حياتها اليومية، حصلت بوتيز على أكثر من 310 ألف متابع و 5.9 مليون إعجاب.

## عرض السفر
عندما لا تقوم أندريا وألكسندرا بالبث من إعداداتهما المعتادة في المنزل للعب الشطرنج أو القيام بأنشطة مختلفة، تستضيف الشقيقتان عرضًا على قناة تويتش تسمى "بوتيز خارج البلاد" حيث يسافران إلى المدن الكبرى من جميع أنحاء العالم ويقومون ببث مبارياتهم وجهًا لوجه أمام جمهور مباشر.

## بوج تشامبس
في النسخة الثانية من بطولة بوجشامب للشطرنج للهواة على الإنترنت، كان بوتيز جزءًا من فريق المعلقين. في عام 2021، شاركت بوتيز مرة أخرى في بطولة بوجشامب 3، حيث عملت كمدرب لـ كودميكو وكمعلق، ومرة أخرى، انضمت إلى فريق المعلقين في بوجشامب 4.

## صدقة
في عام 2020، شاركت بوتيز في مباراة فريق زومرز لعب الشطرنج للمساعدة في جمع الأموال للأطفال المحتاجين المتأثرين بوباء مرض فيروس كورونا 2019.

## جوائز و ترشيحات
| سنة  | احتفال       | فئة | نتيجة  | Ref. |
| ---- | ------------ | --- | ------ | ---- |
| 2022 | جوائز ستريمر | فوز | [ 32 ] |      |